# Catedral de Troyes
Catedral de Troyes (francès: Cathédrale Saint-Pierre-et-Saint-Paul de Troyes) és una església Catòlica Romana localitzada en la ciutat de Troyes a la Xampanya, França. La catedral és un monument nacional i és la seu del Bisbat de Troyes.

## Història d'edifici i descripció

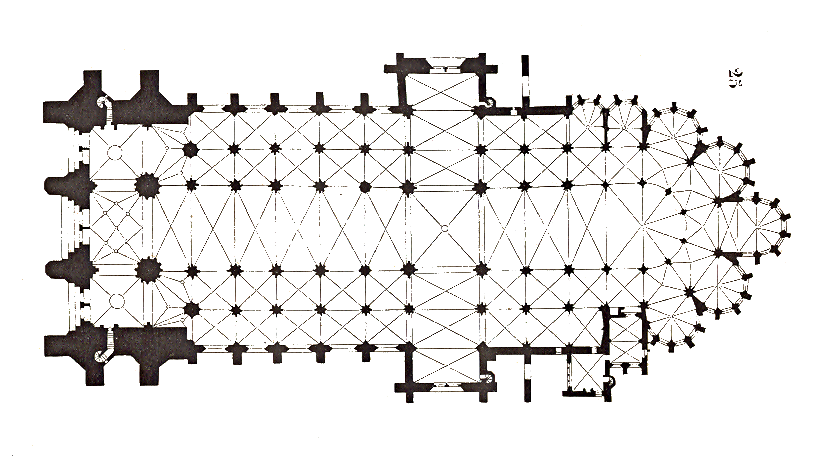
Pla.

El lloc va ser utilitzat com a edifici religiós des del segle iv, quan hi havia un oratori. La catedral va ser construïda en el segle ix, però fou danyada per les invasions Normandes i va ser reemplaçada en el segle x, aproximadament el 940, quan el bisbe Milo va construir una catedral romànica. Aquest edifici fou la seu del Concili de Troyes del 13 de gener de 1128/29, on l'Ordre dels Cavallers Templaris va ser confirmat i es va establir la seva regla. La catedral romànica va ser destruïda a finals de 1188.
La construcció actual de la catedral gòtica va ser ordenada pel bisbe Garnier de Traînel cap el 1200 i es va obrir sota el bisbe Hervé l'any 1208. La construcció va continuar fins al segle xvii. La catedral només té una torre, Sant Pere. La torre de Sant Pau al sud mai va ser construïda, l'edifici, de fet, encara es troba inacabat. El campanar, amb una alçada de 110 metres, va ser espatllat per un tornado el 1365, i copejat per un llampec el 1700, després ja no va ser reconstruït.
L'estructura de catedral ha patit altres desastres naturals: la part del cor va ser destruïda en un huracà el 1228, i el sostre va patir un esclat per llampec el 1389.
La part més primerenca és el cor del segle xiii. La façana data de principis del segle xvi. Els tres portals principals són obra de l'arquitecte Martin Chambiges. La catedral va sobreviure a la Revolució Francesa, però fou des-cristianitzada i es va convertir en un Temple d'Abundància per diversos anys.
Destaquen els seus vitralls, datats del segle xiii al XIX, amb una superfície d'1,500 m², l'arqueta o santuari de Sant Bernat de Claravall i el seu millor amic Sant Malaquies d'Armagh.
La catedral conté la nau, dos passadissos principals i dos més subsidiaris, té 114 metres de llargada i 50 metres d'ample (a través del transsepte), amb una alçada de la part superior de la volta de 29,5 metres; l'alçada de la cúpula i la torre és 62,34 metres.

## Esdeveniments
El maig de 1420, el Tractat de Troyes va ser signat en la catedral entre Enric V d'Anglaterra, el seu aliat Felip III de Borgonya i la reina de França Elisabet de Baviera, muller de Carles VI de França, el boig, segons el qual el tron de França passaria a Enric V en la mort de Carles en comptes del seu fill delfí Carles. Enric es va casar amb Caterina de Valois, la filla del rei francès, poc després en Troyes.
El juliol de 1429, Joana d'Arc va escortar el delfí per concentrar en la catedral en ruta a proclamar-li Carles VII de França a la catedral de Reims, contradient el Tractat recentment signat de Troyes.

## Galeria

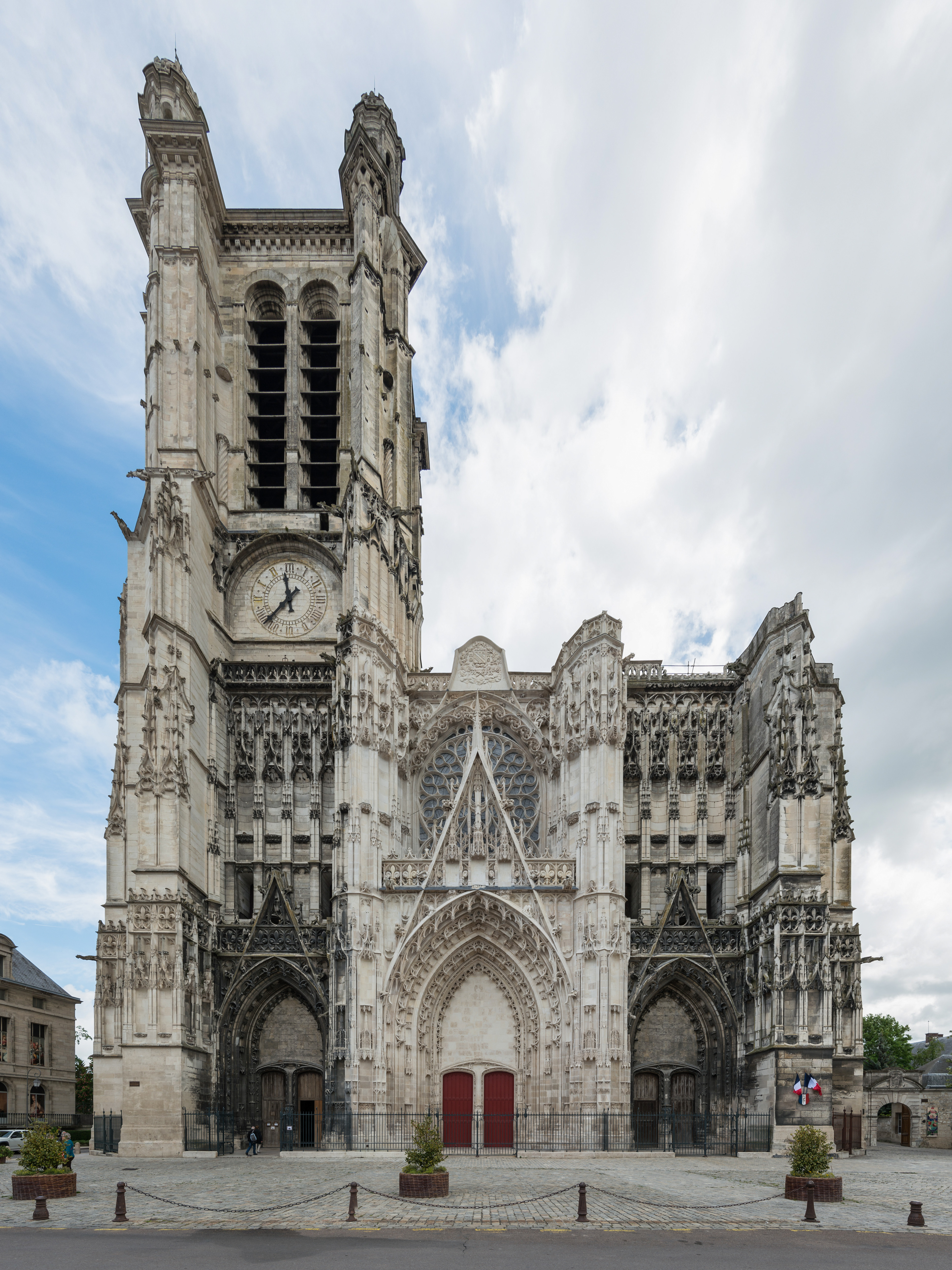
Vista de la façana occidental
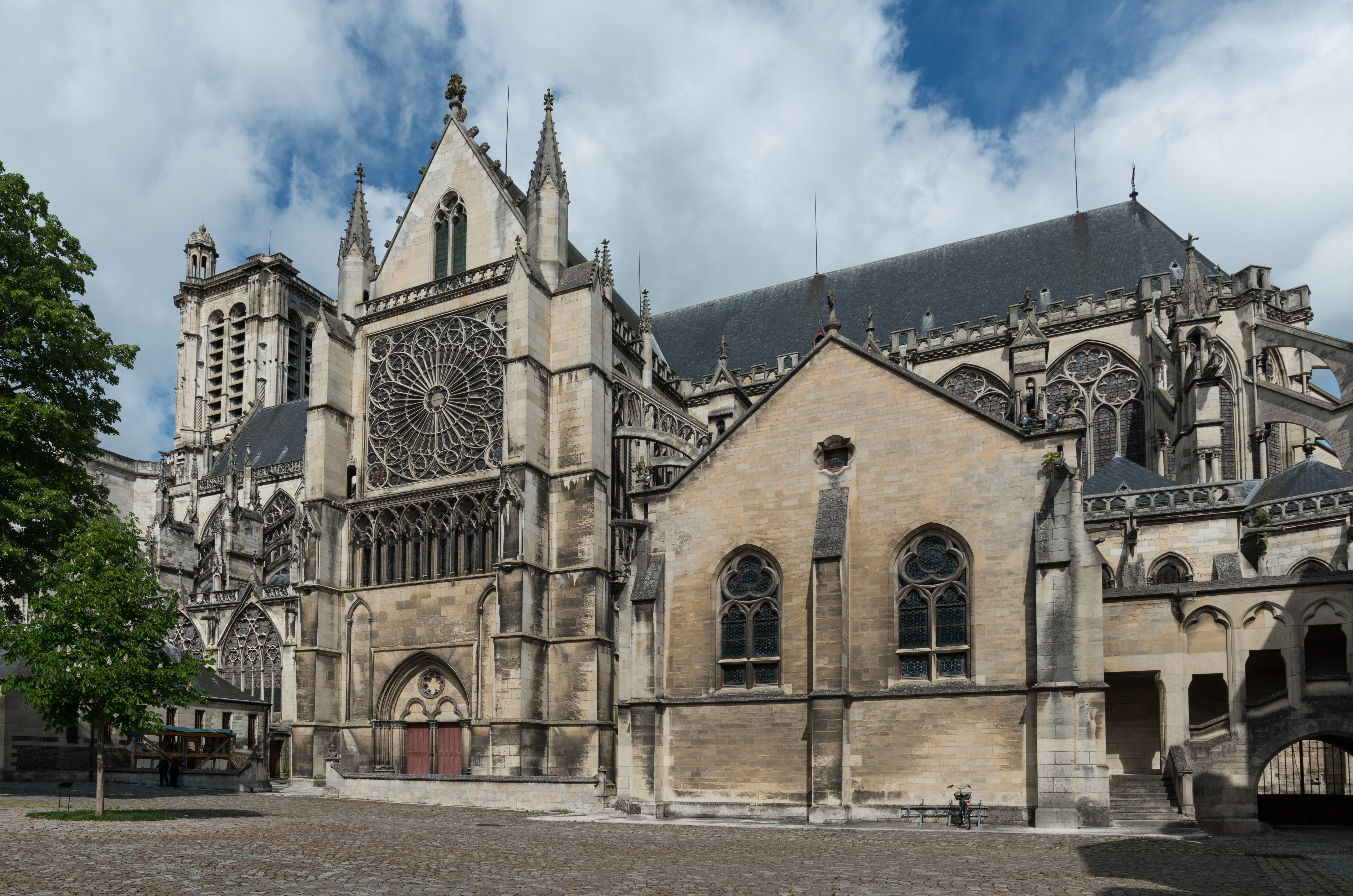
Vista de del sud
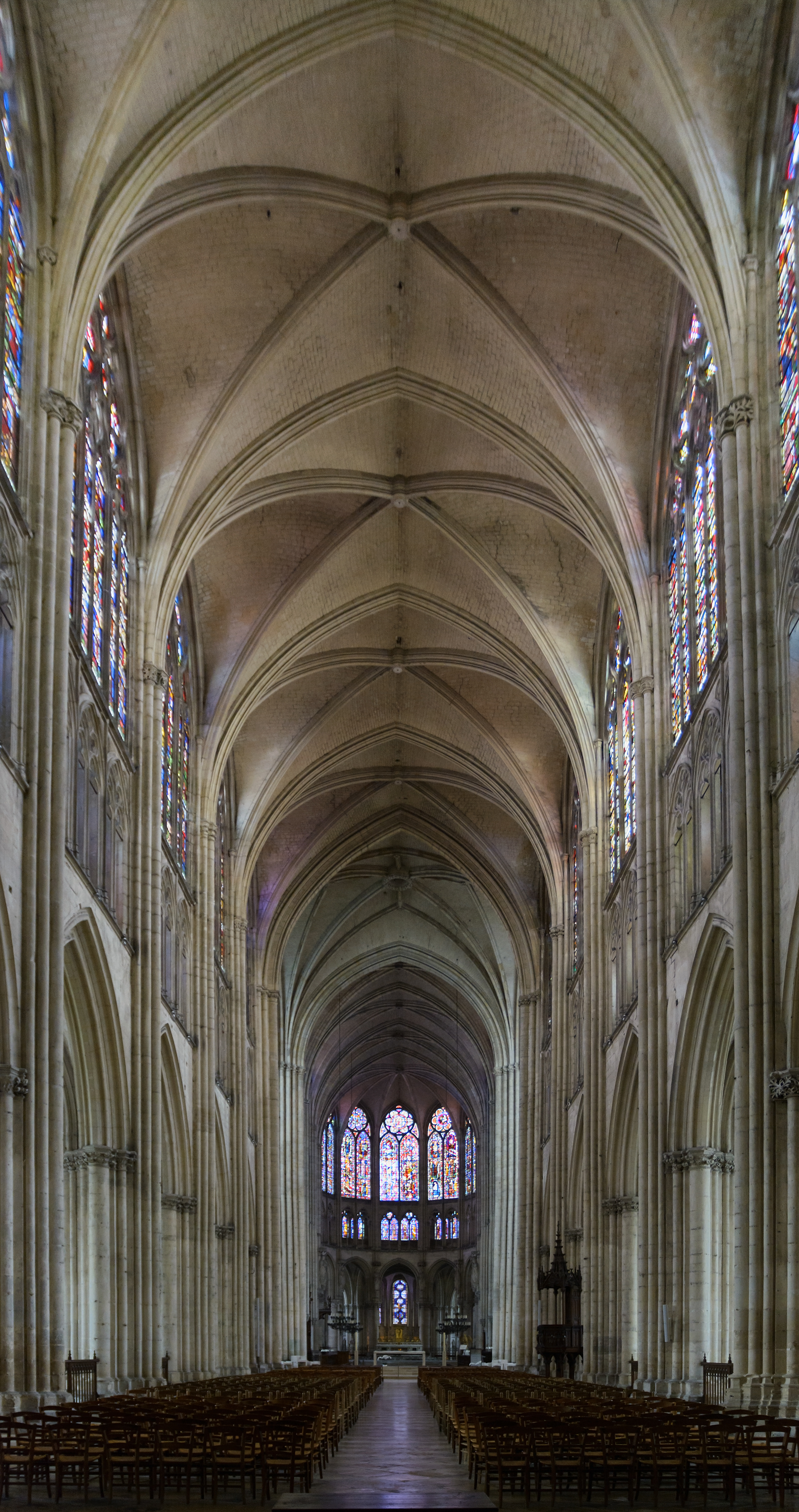
Interior de Troyes Catedral: la nau
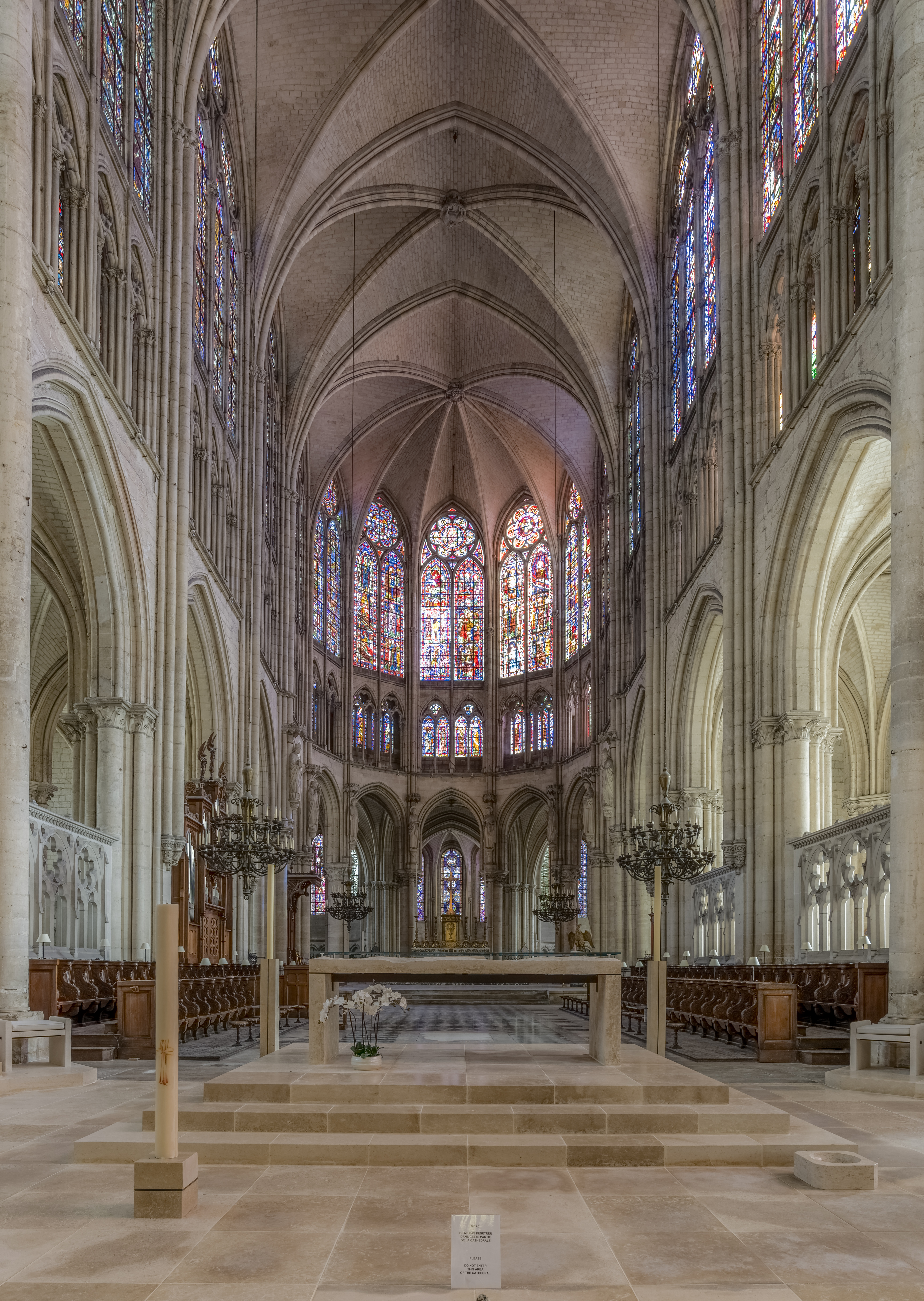
Altar i Cor
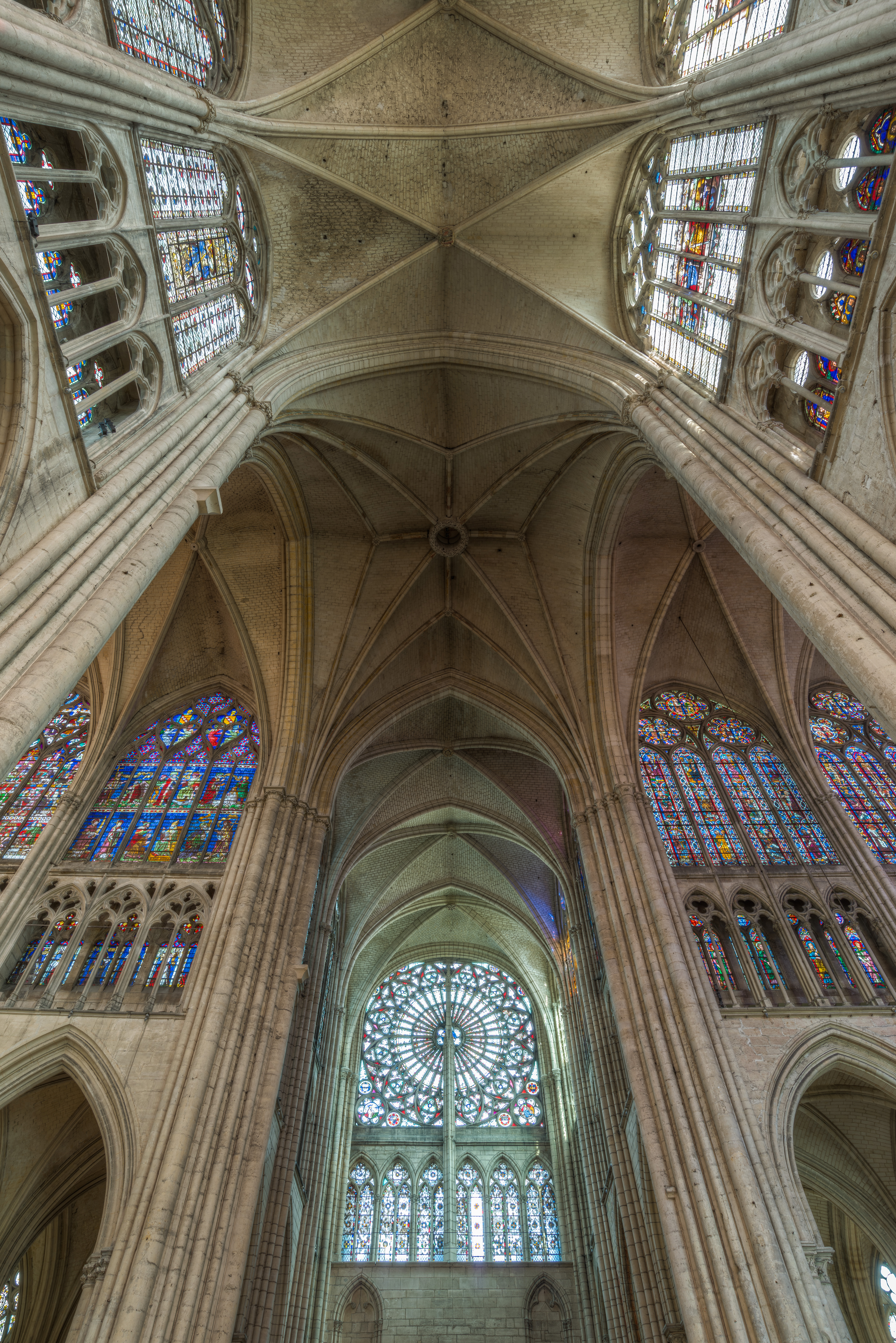
Sostre i Transsepte
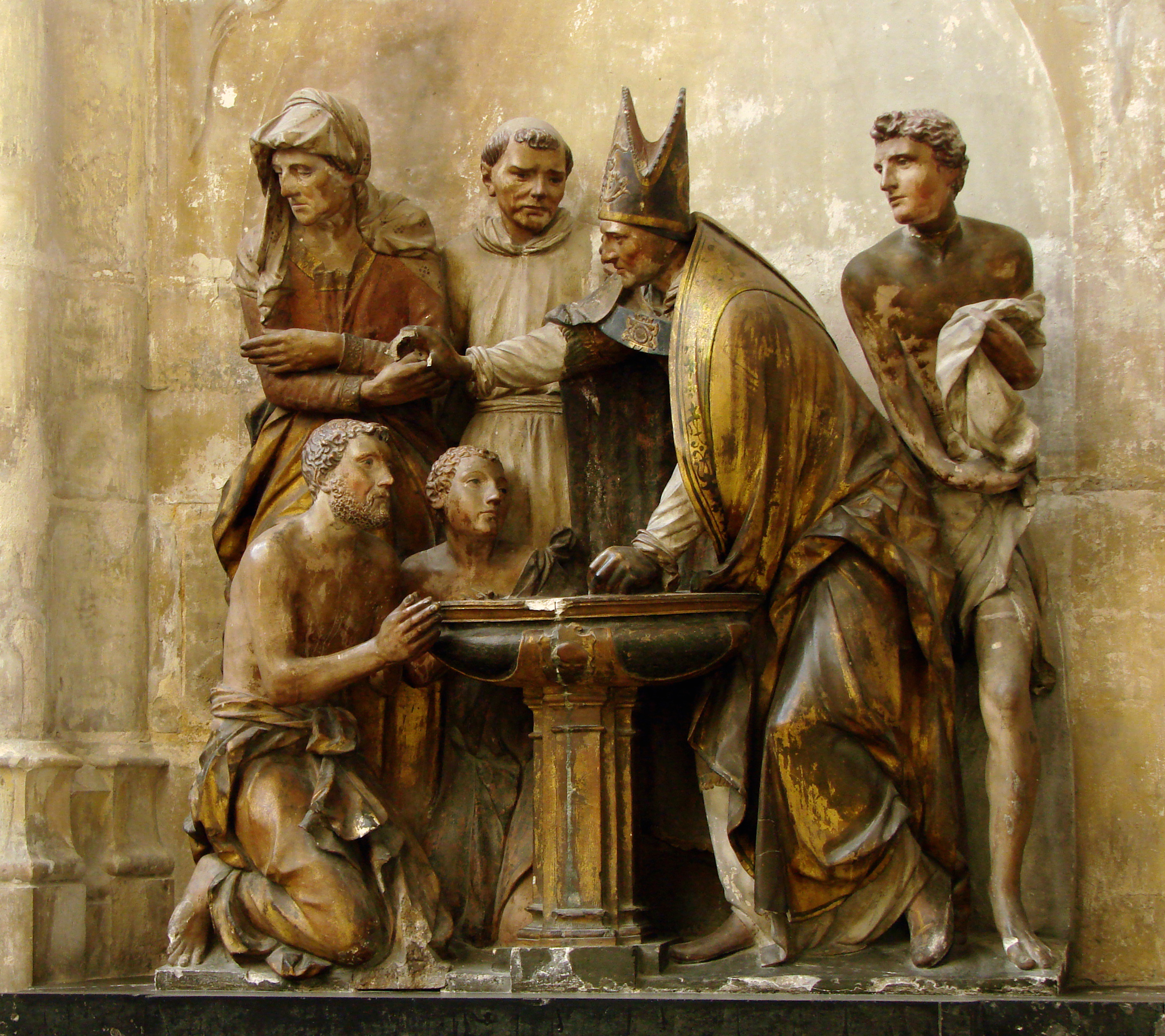
L'escultura que descriu el baptisme de Sant Augustine (1549)
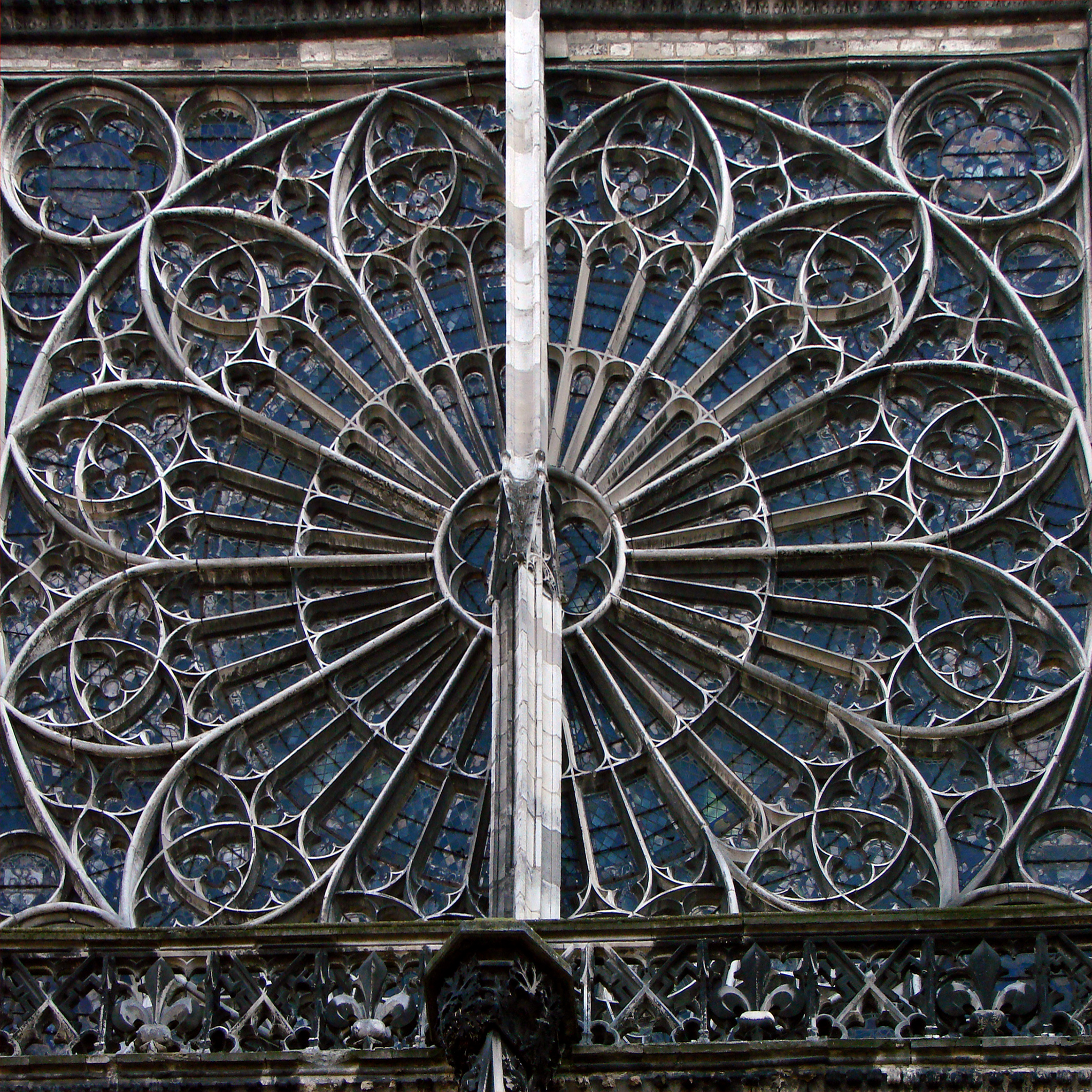
Rosa del del nord transsepte
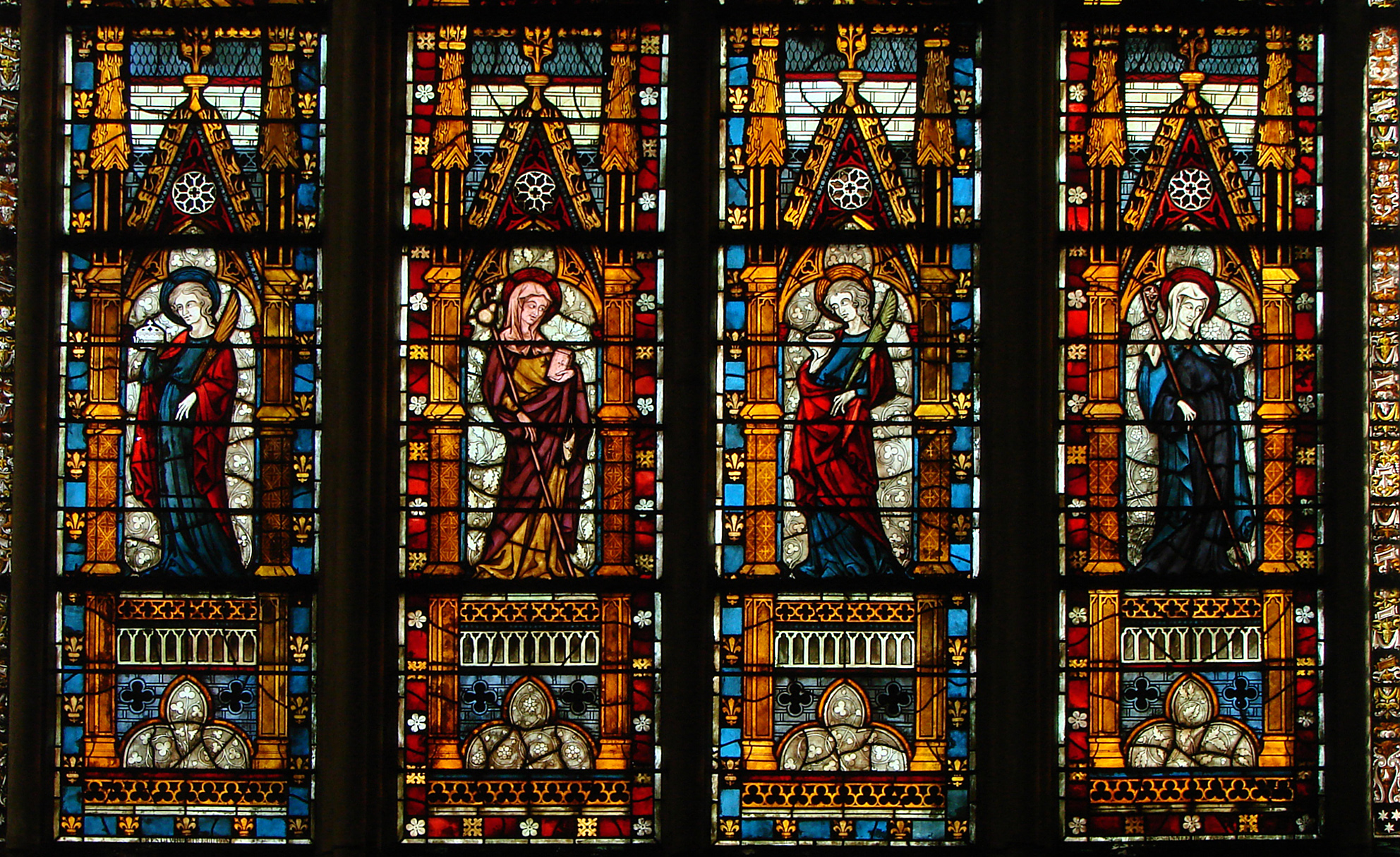
Detall d'un vitrall medieval